# Kleiner Bär
Kleiner Bär, lateinisch Ursa Minor (‚kleinere Bärin‘), ist ein Sternbild des Nordhimmels und in Europa das ganze Jahr über sichtbar als zirkumpolare Himmelsregion. Der charakteristische Sternenzug aus sieben Sternen heißt auch Kleiner Wagen; dessen hellster ist der Polarstern (Polaris) nahe dem nördlichen Himmelspol.

## Beschreibung

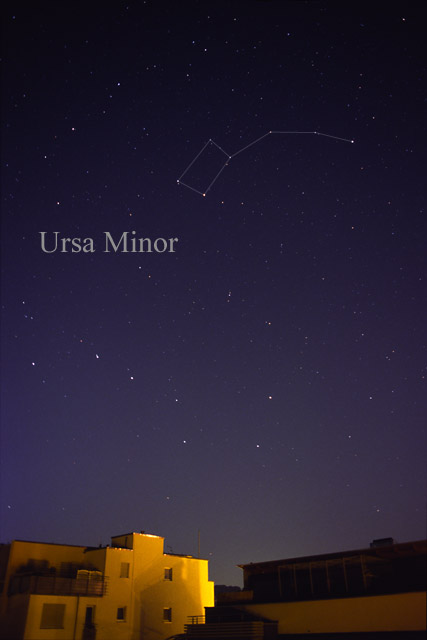
Das Sternbild Kleiner Bär, wie es mit bloßem Auge gesehen werden kann

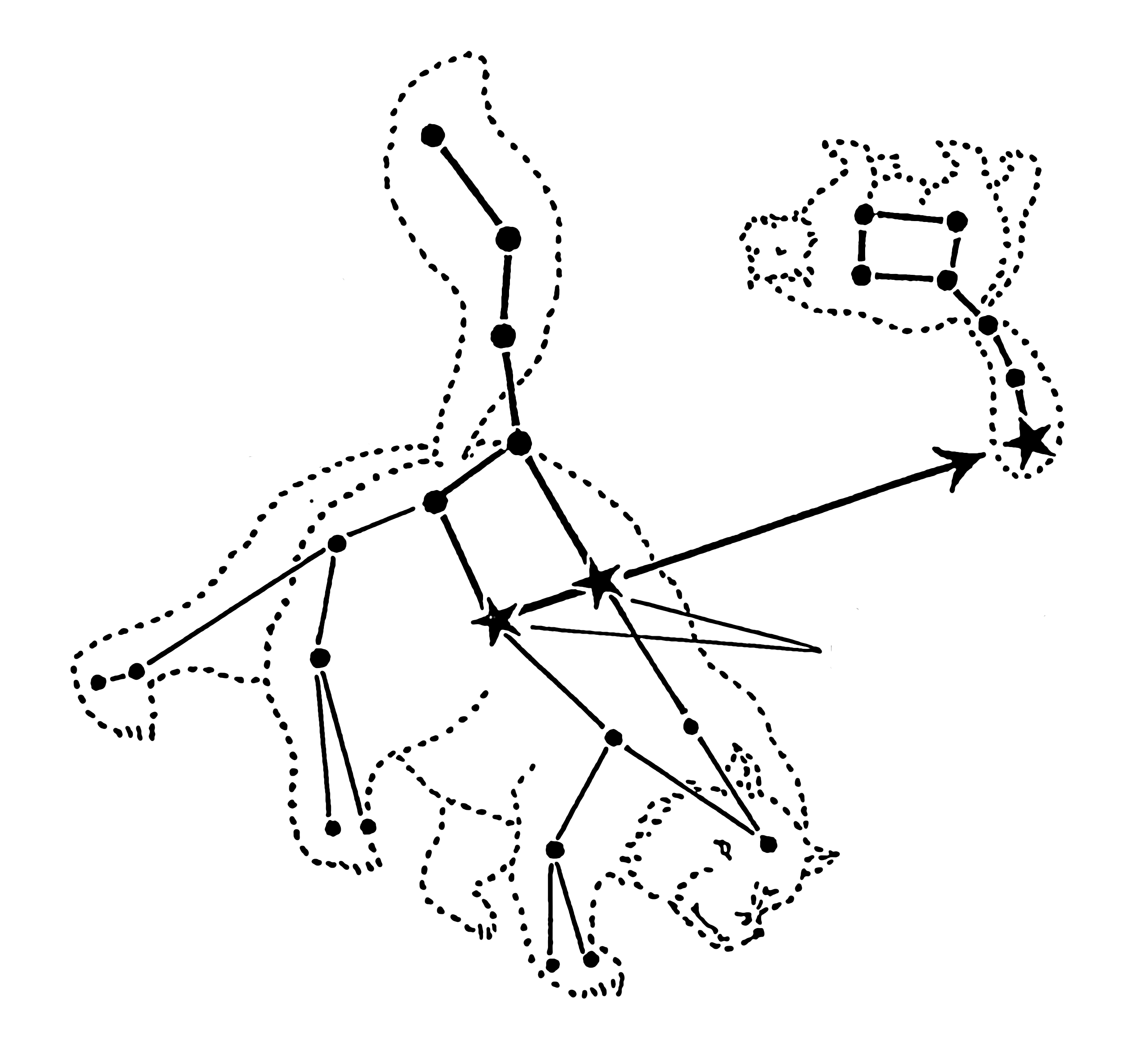
Der Hauptstern Polaris des Kleinen Bären ist vom Sternenzug Großer Wagen im Großen Bären aus zu finden

Ursa Minor ist das nördlichste Sternbild, seine Fläche grenzt an drei andere – Draco, Cepheus und Camelopardalis – und enthält den Himmelsnordpol. Dieser Angelpunkt der scheinbaren Drehung des Firmaments befindet sich in Verlängerung der Erdachse nahe dem hellsten Stern des Sternbildes Kleiner Bär.
Da er den derzeitigen Polarstern, genauer: Nordpolarstern, darstellt, erhielt der Hauptstern Alpha Ursae Minoris (α UMi) den Eigennamen Polaris. In dem mit sechs anderen Sternen – Beta (β UMi, Kochab), Gamma (γ UMi, Pherkad), Delta (δ UMi, Yildun), Epsilon (ε UMi), Zeta (ζ UMi) und Eta (η UMi) Ursae Minoris – gebildeten Sternenzug Kleiner Wagen ist er der Anfang der „Deichsel“. Anders als die des Großen Wagens im Großen Bären deutet sie auf den Himmelspol.
Der Kleine Bär ist von Standorten auf der nördlichen Hemisphäre schon ab mittleren Breitengraden das ganze Jahr über zu sehen und so zirkumpolar. Die gedachte Linie der kürzesten Verbindung von Polaris zum Horizont gibt ziemlich genau die Himmelsrichtung Norden an. Von den Hauptsternen des Großen Bären (Ursa Maior) ausgehend kann man Polaris leicht auffinden, indem man die Verbindungslinie zwischen Merak (β UMa) und Dubhe (α UMa) über diesen hinaus um etwa das Fünffache verlängert.
Aufgrund der Präzessionsbewegung der Erde beschreibt der Himmelsnordpol im Zeitraum von etwa 25.700 Jahren eine Kreisbahn am Himmel um den Ekliptikpol. 2800 v. Chr. war Thuban, ein Stern im Drachen, der Polarstern, heute ist es Polaris, und im Jahr 4000 wird es Errai, ein Stern im Cepheus sein.

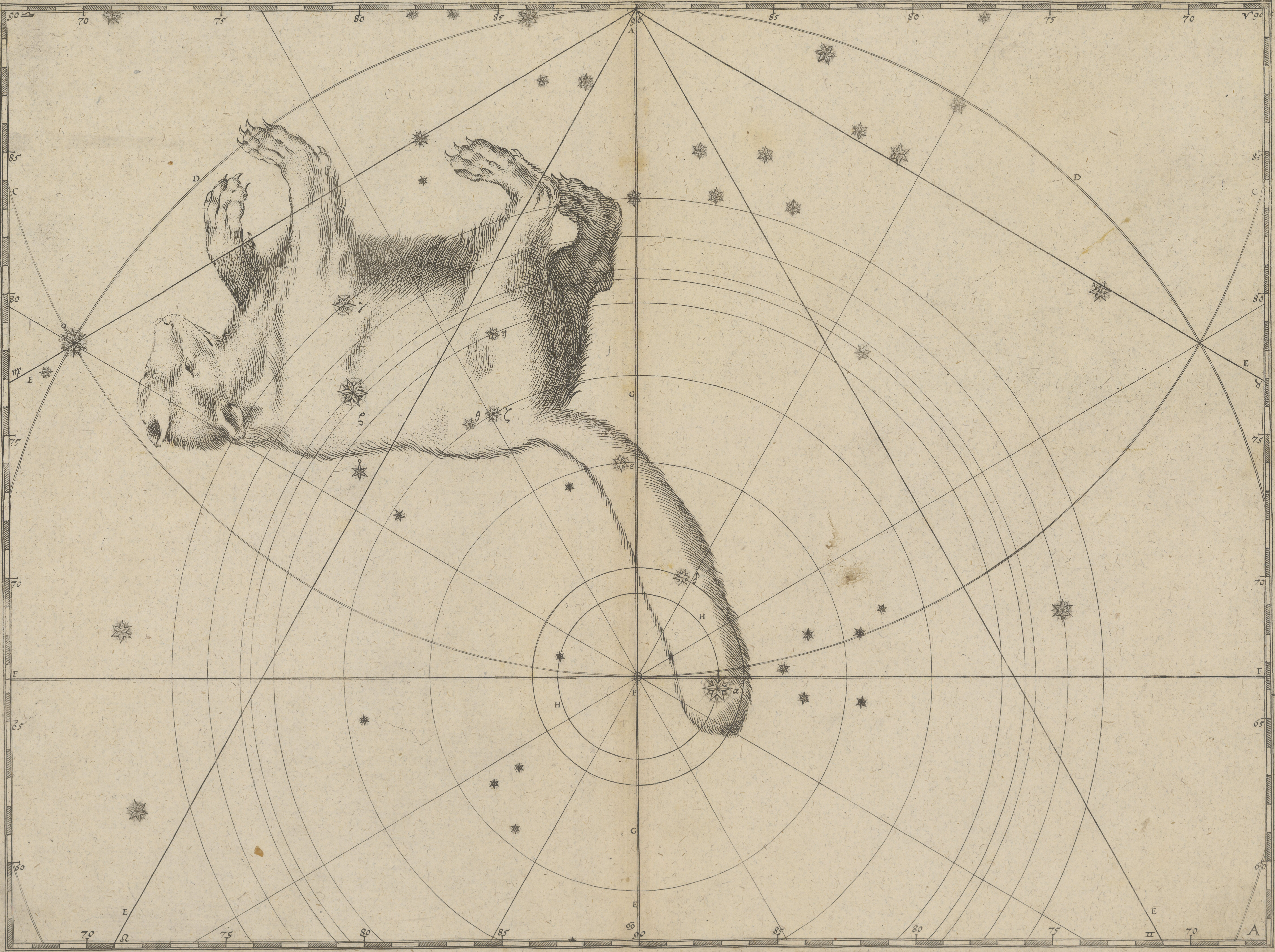
Aus der Uranometria von Johann Bayer
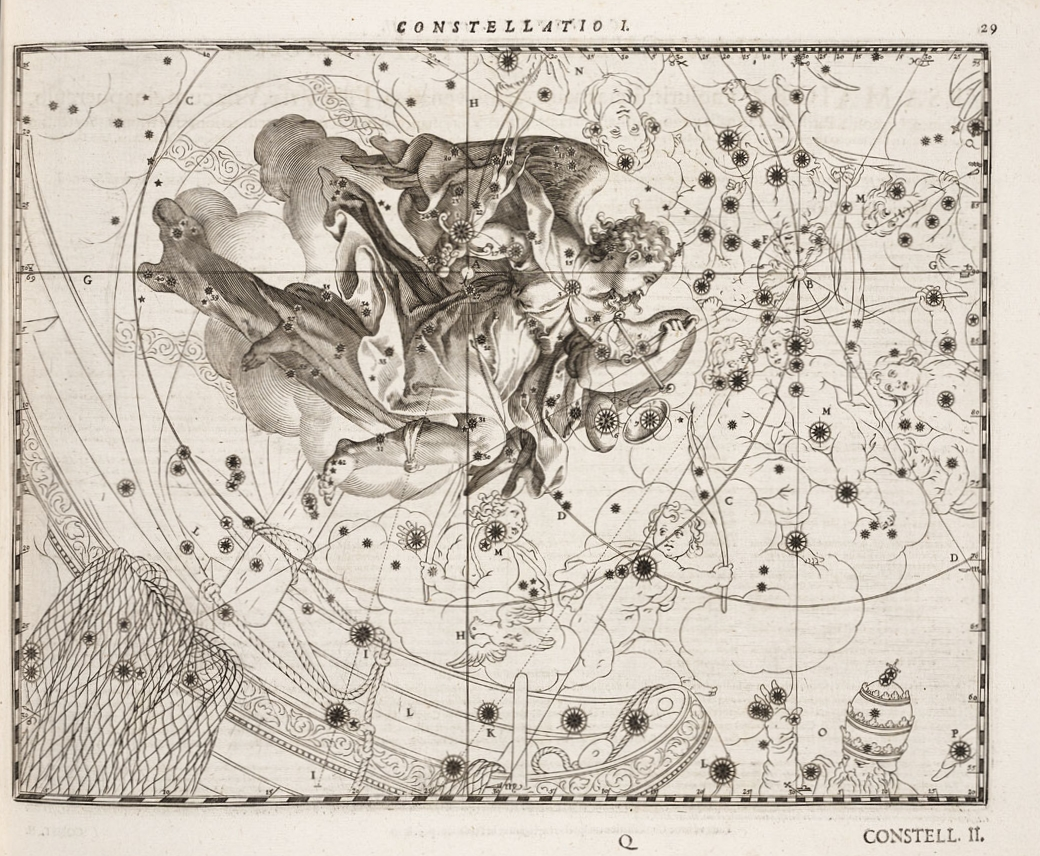
Darstellung als Michael im Coelum Stellatum Christianum

## Geschichte
Im frühen Griechenland sah man in dem Sternbild die Hesperiden, Nymphen, die Äpfel bewachten, die ewige Jugend verliehen. Die Äpfel wurden durch die drei Deichselsterne des heutigen Großen Wagens symbolisiert.
Einer anderen Deutung nach waren die Sterne Bestandteil des Sternbildes Drachen und stellten dessen Flügel dar.
Thales von Milet soll gemäß griechischer Überlieferung die Sterne um 600 v. Chr. erstmals als eigenständiges Sternbild in die Astronomie genannt haben. Zeitgenössische Quellen fehlen jedoch für diese Annahme. Möglicherweise übernahm er es von den Phöniziern, denen das Sternbild des Kleinen Bären als Orientierung diente, weshalb es in der Antike auch als „Der Phönizier“ bekannt war.
Das Sternbild oder der Polarstern werden im englischsprachigen Raum auch als Cynosure bezeichnet. Zum Ursprung dieses Namens existieren zwei Versionen:
- So soll es sich bei dem Kleinen Bären in der frühen griechischen Mythologie um einen Hund gehandelt haben, der dem Bärenhüter folgte. Aratus nannte das Sternbild Κυνόσουρα (Kunosoura), „Hundeschwanz“. Die Bezeichnung wurde später als Cynosura ins Lateinische übernommen.
- Einer anderen Quelle nach sollen der Große und der Kleine Bär die beiden Ammen Helike und Kynosura darstellen, die Zeus auf Kreta großzogen (Aglaosthenes: „Geschichten von Naxos“).

Der heutige Name Kleiner Bär geht auf den Sagenkreis um die Nymphe Kallisto und ihren Sohn Arkas zurück, die in Bären verwandelt wurden.
Im Christlichen Himmelsatlas von Julius Schiller wurde dieses Sternbild durch den Erzengel Michael ersetzt.

## Mythologie
In der klassischen griechischen Mythologie wird zum Ursprung des Kleinen Bären folgendes berichtet:
Die Nymphe Kallisto wurde von Zeus vergewaltigt. Sie wurde schwanger und brachte einen Sohn zur Welt, den sie Arkas nannte. Hera, die eifersüchtige Gattin des Zeus, verwandelte Kallisto in einen Bären, der durch die Wälder ziehen musste. Jahre später traf Arkas bei der Jagd auf seine Mutter, ohne sie zu erkennen. Um den Mord an seiner Mutter zu verhindern, verwandelte Zeus Arkas ebenfalls in einen Bären. Er packte beide Bären an den Schwänzen und schleuderte sie in den Himmel – dadurch werden die übernatürlich langen Schwänze der Bären erklärt. Kallisto sehen wir als Großen Bären, Arkas als Kleinen Bären.

## Himmelsobjekte

### Sterne
| B   | F  | Namen o. andere Bezeichnungen             | Vmag (mag)    | Lj  | Spektralklasse |
| --- | -- | ----------------------------------------- | ------------- | --- | -------------- |
| α   | 1  | Polarstern, Polaris                       | 1,94 bis 2,05 | 430 | F7 Ib-IIv      |
| β   | 7  | Kochab, Kochah, Kokab                     | 2,07          | 126 | K4 IIIvar      |
| γ   | 13 | Pherkad                                   | 3,00          | 480 | A2 II-III      |
| ε   | 22 |                                           | 4,21          | 347 | G5 IIIvar      |
| 400 | 5  |                                           | 4,25          | 345 | K4 III         |
| ζ   | 16 | Alifa al Farkadain                        | 4,29          | 376 | A3 Vn          |
| δ   | 23 | Yildun, Gildun, Pherkard, Vildiur, Yilduz | 4,36          | 183 | A1 Vn          |
| 400 |    | RR                                        | 4,63          | 398 | M5 III         |
| 400 | 4  |                                           | 4,80          | 500 | K3 III         |
| η   | 21 | Anwar al Farkadain                        | 4,95          | 97  | F5 V           |
| θ   | 15 |                                           | 5,00          | 830 | K5 III         |
| 400 | 11 | Pherkad Minor                             | 5,02          | 390 | K4 III         |
| 400 |    | HR 5691                                   | 5,15          | 83  | F9 IV          |
| 400 |    | HR 5334                                   | 5,18          | 446 | M2 III         |
| 400 | 19 |                                           | 5,48          | 670 | B8 V           |
| 400 |    | HR 5139                                   | 5,50          | 401 | K2 III         |

Karte des Sternbildes Kleiner Bär

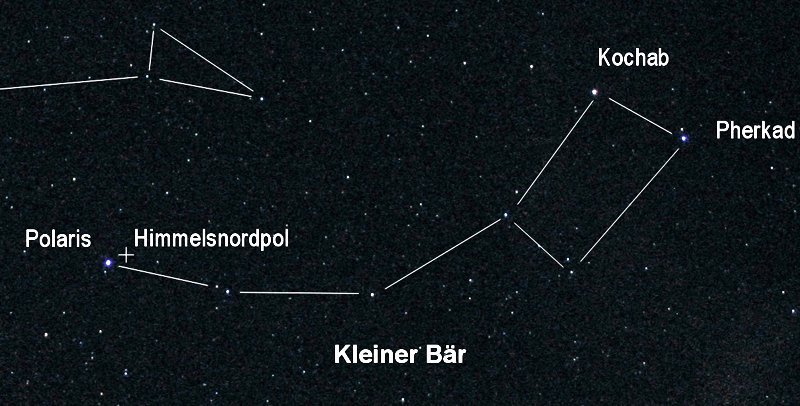
Foto des Sternbildes

Kochab (β Ursae Minoris), der zweithellste Stern im Kleinen Bären, ist ein 126 Lichtjahre entfernter, orange leuchtender Stern. Der Name Kochab leitet sich aus dem Arabischen ab: الكوكب al-Kaukab oder al-Kokab bedeutet „der Stern“. Ursprünglich hieß er
الكوكب الشمالي al-kaukab asch-schemali, „der Stern des Nordens“.
Der weiß leuchtende Stern γ Ursae Minoris ist etwa 480 Lichtjahre entfernt. Sein arabischer Name فرقد farqad Pherkad leitet sich von alifa al-farqadain ab, was „das dunklere der beiden Kälber“ bedeutet (mit dem helleren Kalb war der Stern Kochab gemeint). Allerdings gingen später die arabischen Bezeichnungen des "helleren der beiden Kälber" und des "dunkleren der beiden Kälber" von Kochab und Pherkad auf η UMi und ζ UMi über, was von erheblicher sprachlicher Verwirrung zeugt (vgl. die obige Tabelle: tatsächlich ist ζ UMi heller als η UMi).

### Mehrfachsterne
| System | Vmag (mag) | Abstand |
| ------ | ---------- | ------- |
| α      | 2,0 / 9,0  | 18,3"   |

Polaris ist ein 430 Lichtjahre entferntes Mehrfachsternsystem, bei dem drei Sterne einen gemeinsamen Schwerpunkt umkreisen. Der Hauptstern ist ein gelblich leuchtender Riesenstern, dessen Helligkeit sich über einen Zeitraum von vier Tagen leicht ändert. Im Teleskop wird ein nur 9,0 m heller Begleitstern in 18,3 Bogensekunden Abstand sichtbar. Ein weiterer Begleiter, der das System in 29,6 Jahren umkreist, ist so lichtschwach, dass er nur spektroskopisch nachgewiesen werden kann.

### Veränderliche Sterne
| Stern | Vmag (mag)    | Periode    | Typ     |
| ----- | ------------- | ---------- | ------- |
| α     | 1,94 bis 2,05 | 3,968 Tage | Cepheid |

### NGC-Objekte
| NGC  | Vmag (mag) | Typ     |
| ---- | ---------- | ------- |
| 5832 |            | Galaxie |
| 6217 |            | Galaxie |

## Belletristik
Der griechische Name für den Kleinen Bären Kynosura (Κυνόσουρα) ist der Titel einer novellistischen Liebesgeschichte des Thüringer Dichters und Kindergartenbegründers Ludwig Storch (1803–1881) aus der Biedermeierzeit (1840).
Die beiden „Kälber“, d. h. die Sterne Kochab und Pherkad, werden auch als die beiden Ferkadan bezeichnet. (Vgl.: al-farqadain, arabisch für "die zwei Kälber"). In den Makamen des arabischen Schriftstellers Ibn Al-Hariri ist Gadhimet Elebresch, der König von Hira, zu stolz, um mit menschlichen Partnern zu trinken, und so erkennt er einzig die beiden Ferkadan als seine Trinkgenossen an. Im deutschen Sprachraum wurde dies bekannt durch den Schriftsteller und Orientalisten Friedrich Rückert, der 1826 und 1837 eine Nachdichtung veröffentlichte: „Die Verwandlungen des Ebu Seid oder die Makamen des Hariri“. Auch Arno Schmidt lässt in seinem erzählerischen Werk mehrfach eine Person auftreten, die nur noch mit den Ferkadan anstoßen mag.